# Sultan (film, 2016)
Pour les articles homonymes, voir Sultan (homonymie).
Sultan est un film indien réalisé par Ali Abbas Zafar, sorti en 2016.
Produit par Aditya Chopra, sous la bannière de Yash Raj Films, le film a pour principaux interprètes Salman Khan et Anushka Sharma.

## Synopsis
Autour du sultan Ali Khan (Salman Khan), un lutteur qui a des problèmes dans sa vie professionnelle et personnelle. D'un petit lutteur de l'Haryana, le Sultan atteint une renommée mondiale en gagnant les Jeux du Commonwealth de 2010 à Delhi, les Championnats du Monde de la FILA de 2011 à Istanbul, et les jeux Olympiques de Londres de 2012.

## Distribution
- Salman Khan, Sultan Ali Khan
- Anushka Sharma, Aarfa
- Suzi Khan[2], Aarfa jeune
- Randeep Hooda l'entraîneur du Sultan
- Amit Sadh, le frère du Sultan
- Tyron Woodley, un lutteur
- Marko Zaror, Marcus

## Production

### Casting et développement
Le projet est annoncé en juin 2015 sur YouTube. Khan jouera le rôle d'un lutteur de l'Haryana,. Khan a suivi un entraînement de lutte avec Larnell Stovall,,.
En octobre 2015, des rumeurs circulent sur le fait que Sylvester Stallone joue l'entraîneur de Khan à l'écran. Cependant, Raja Mukerji, a clarifié les choses en assurant qu'il ne serait pas présent dans le film. Plus tard, il a été dit que Sanjay Dutt jouerait le coach dû à l'insistance de Khan. Après coup, Khan a assuré qu'il n'avait jamais forcé la sélection de Aditya Chopra pour le rôle..
En décembre 2015, Randeep Hooda est choisi pour jouer le rôle du coach,. Toutefois, en mars 2016, Amit Sadh confirme qu'il jouera le rôle du petit frère de Khan. Le combattant de MMA Tyron Woodley a été choisi pour être l'adversaire de Khan dans le film,,.
En janvier 2016, Anushka Sharma est choisie pour jouer le rôle du principal adversaire féminin de Khan. Pour se préparer à ce rôle, elle prend des leçons de lutte,. En février 2016, Farah Khan est choisi comme chorégraphe du film, remplaçant Vaibhavi Merchant, qui a quitté la production pour des raisons personnelles.

### Tournage
La pré-production du film commence en octobre 2015 quand Khan posté une photo de son personnage dans le film sur Facebook. Le tournage du film est débuté en décembre 2015 aux studios N.D, Karjat , et à JW Marriott Mumbai, où le premières scènes du film ont été tournées. Le tournage de la première série de scènes se termine en décembre 2015,. Le tournage de la seconde série est lancé en janvier 2016, quand Khan est filmé pour les séquence d'action,. Un morceau est tourné début mars 2016, chorégraphié par Farah. Une séquence d'action entre Khan et Sharma aurait également été filmée. Certaines séquences seront filmées à Jama Masjid (Delhi). Fin avril 2016, Salman Khan est aperçu sur un scooter pour une scène tournée à Muzaffarnagar.

## Musique
La musique de Sultan est composé par Vishal–Shekhar, les paroles rédigées par Irshad Kamil. La bande-son de l'album est publié le 31 mai 2016. L'album se compose de neuf chansons.